# KK Mornar Bar
El KK Mornar (Cirílico: КК Морнар) es un club de baloncesto profesional de la ciudad de Bar, que milita en la Erste Liga, la máxima categoría del baloncesto montenegrino y en la Balkan League. Disputa sus partidos en el Pabellón Deportivo Topolica, con capacidad para 2625 espectadores.

## Historia
Fundado en 1974 bajo el nombre de Gimnazijalac Bar, sus jugadores eran pupilos del Bar Gymnasium. Pronto cambiaron el nombre a KK Mornar Bar, nombre que poseen en la actualidad. A mediados de la década de los 90's, el club se clasificó para la prestigiosa Copa Korać a través de la Liga Yugoslava de Baloncesto, que por entonces era uno de las ligas más fuertes de Europa. En 2006, tras la independencia de Montenegro, el KK Mornar Bar se fusionó con el KK Primorka Bar.
Entre los mayores éxitos del club destacan el subcampeonato de liga en 2011 y 2016 y de copa en 2010 y 2016, derrotado en las cuatro ocasiones por el todopoderoso KK Budućnost Podgorica, y el subcampeonato de la Balkan League en 2016, donde fueron derrotados por el Sigal Prishtina kosovar (82-68 en Pristina y 75-68 en Bar). En la temporada 2016-2017, disputarán por primera vez en su historia la ABA Liga.

## Nombres
- KK Mornar Voli (1994-1995)
- KK Mornar Primorka (1995-1996)
- KK Mornar Bar Pansped (1996-1997)
- KK Mornar Bar (1997-2008)
- KK Mornar Basket Bar (2008-presente)

## Posiciones en liga
|  | - 2007: 4º - 2008: 8º - 2009: 6º - 2010: 3º - 2011: 2º - 2012: 3º | - 2013: 5º - 2014: 3º - 2015: 4º - 2016: 2º |

## KK Mornar en la ABA Liga
| Equipo        | 2016/2017 |
| Budućnost     |           |
| Cedevita      |           |
| Cibona        |           |
| Crvena Zvezda |           |
| FMP           |           |
| Igokea        |           |
| Krka          |           |
| Mega Leks     |           |
| MZT Skopje    |           |
| Partizan      |           |
| Zadar         |           |
| Posición      |           |
| Resultado     |           |

## KK Mornar en la Balkan League
| Equipo           | 2009/2010       | 2010/2011               | 2011/2012     | 2012/2013      | 2014/2015      | 2015/2016                     |
| Balkan Botevgrad | No participó    | 79-71 / 70-78           | No participó  | No participó   | No participó   | No participó                  |
| Bashkimi Prizren | No participó    | No participó            | No participó  | No participó   | No participó   | 78-63 / 74-80                 |
| Beroe            | No participó    | No participó            | No participó  | No participó   | No participó   | 86-58 / 93-95 / 76-80 / 68-87 |
| Đuro Đaković     | No participó    |                         | No participó  | 63-70 / 85-79  | No participó   | No participó                  |
| Elba Timișoara   | No participó    | No participó            | 79-77 / 88-73 | No participó   | No participó   | No participó                  |
| Feni Industries  | 69-88 / 85-69   | 84-95 / 100-106 / 82-75 | 82-83 / 92-85 | No participó   | No participó   | No participó                  |
| Gilboa Galil     | No participó    | No participó            | 76-78 / 92-67 | 49-80 / 81-57  | No participó   | No participó                  |
| Kožuv            | No participó    | No participó            | No participó  | 89-81 / 72-64  | 67-75 / 85-66  | 91-87 / 63-79 / 81-56 / 86-71 |
| Kumanovo 2009    | No participó    | No participó            | No participó  | 92-71 / 71-69  | 86-88 / 92-84  | No participó                  |
| Levski Sofia     | 80-105 / 109-85 |                         |               | 84-89 / 92-67  | No participó   |                               |
| Lovćen           | 77-80 / 84-76   | No participó            | No participó  | No participó   | No participó   |                               |
| Mureş            | No participó    | 87-73 / 81-102          | No participó  | No participó   | No participó   | No participó                  |
| OKK Beograd      | 80-73 / 84-77   |                         | 75-73 / 82-89 | 102-96 / 83-84 | No participó   | No participó                  |
| Peja             | No participó    | No participó            | No participó  | No participó   | 65-72 / 87-80  |                               |
| Rilski Sportist  |                 | 83-74 / 84-77           | 89-76 / 87-76 |                |                | No participó                  |
| SCM Craiova      | No participó    | No participó            | No participó  | No participó   | 85-81 / 75-63  | No participó                  |
| Sigal Prishtina  | No participó    | No participó            | No participó  | No participó   | 80-87 / 91-104 | 75-86 / 62-72 / 75-68 / 82-68 |
| Spartak Pleven   | 83-71 / 77-60   | No participó            | No participó  | No participó   | No participó   | No participó                  |
| Steaua Turabo    | 66-59 / 75-83   | No participó            | No participó  | No participó   | No participó   | No participó                  |
| Teodo Tivat      | No participó    | No participó            | No participó  |                |                | 93-67 / 56-47                 |
| Torus            | No participó    | No participó            | 84-68 / 79-84 | No participó   | No participó   | No participó                  |
| Vllaznia         | No participó    | No participó            | No participó  | No participó   | 79-48 / 0-20   | No participó                  |
| Ulcinj           | No participó    | 69-60 / 80-68 / 77-69   |               | No participó   | No participó   | No participó                  |
| Posición         | 7º              | 4º                      | 6º            | 9º             | 8º             | 2º                            |
| Resultado        | (4-8)           | (8-4)                   | (6-6)         | (4-8)          | (4-8)          | (11-5)                        |

## Palmarés
- Subcampeón de la Liga Montenegrina de Baloncesto

2011, 2016
- Subcampeón de la Copa de baloncesto de Montenegro

2010, 2016
- Subcampeón de la Balkan League

2016

## Jugadores destacados
| - Dejan Ivkovic - Pranas Skurdauskas - Soumaila Samake - Filip Barovic - Igor Bijelić - Ognjen Čarapić - Savo Đikanović - Fedja Djurisic - Aleksandar Dobrovic - Nikola Ivanović - Ivan Jelenic - Damjan Kandic - Miloš Lopičić - Vladimir Mihailović - Milija Miković - Stevan Milošević - Nemanja Milošević - Đuro Ostojić - Vukota Pavic | - Lazar Pavicevic - Slobodan Pejovic - Dusan Perovic - Nemanja Radović - Mladen Šekularac - Mihailo Sekulovic - Nikola Vučević - Radoje Vujošević - Mirza Sarajlija - Luka Dmitrovic - Gojko Džaković - Đorđe Gagić - Vojislav Ilić - Nikola Kosanović - Nemanja Krstić - Bojan Ljubojevic - Bojan Mihajlović - Ninoslav Milosevic - Ivan Paunić | - Lazar Radosavljevic - Nikola Rondovic - Mladen Soskic - Ivan Urosevic - Vladimir Vuksanović - Jovan Zdravkovic - Chadwick-Farrell Barnes - Anthony Brown (baloncestista nacido en 1986) - Glenn Bryant - Austin Chatman - Sam Coleman - Morris Finley - Chris Hunter - Lamont Jones - Calvin Newell Jr. - Dashonte Riley - Robert Sampson - Michael Singletary - Tyler Strange | - Lance Sullivan - Hank Thorns - Wayne Wallace - Antabia Waller - Monty Wilson - Doug Wrenn - D'Andre Wright - Samir Shaptahoviç - Sead Šehović - Petar Despotović - Milovan Savić - Nikola Bulajic - Filip Samojlovic - Slobodan Tosic - Akeem Scott - Julius Barnes |